# 로버트 자욘스
로버트 자욘스(Robert Bolesław Zajonc(/ˈzaɪ.ənts/ ZY-ənts, 폴란드어: ˈzajɔnt͡s, 1923년 11월 23일~2008년 12월 3일)는 폴란드 태생의 미국 사회 심리학자로 광범위한 사회적 및 인지적 분야에 공헌하였다. 사회 심리학에 대한 그의 가장 중요한 성과 중 하나는 단순 노출 효과(mere-exposure effect)이다. 또한 사회적 촉진(Social facilitation) 분야와 정서적 신경 과학 가설과 같은 감정 이론에 대한 연구를 수행했다. 그는 또한 비교 심리학에 기여했는데, 다른 종의 행동과 함께 인간의 사회적 행동을 연구하는 것이 사회적 행동의 일반 법칙을 이해하는 데 필수적이라고 주장했다. 이러한 관점의 한 예는 사회적 촉진을 보여주는 바퀴벌레에 대한 그의 연구이며, 이 현상은 종에 관계없이 나타난다는 증거가 된다. 2002년에 발표된 제너럴 심리학 리뷰(Review of General Psychology)에서는 자욘스를 20세기에 가장 많이 인용된 35 번째 심리학자로 선정했다. 그는 2008년 12월 3일 캘리포니아 팔로알토에서 췌장암으로 사망했다. 자욘스는 그의 아내 헤이즐 로즈 마르쿠스(Hazel Rose Markus)와 함께 네 자녀를 두었다.

## 같이 보기
- 사회적 태만(Social loafing)